# Glarea lozoyensis
Espèce
Glarea lozoyensis est une espèce de champignons (Fungi) ascomycètes de la famille des Helotiaceae. C'est une espèce anamorphe.

## Caractéristiques
Le champignon produit des colonies très foncées sur milieu gélosé. Il forme des conidies sur des conidiophores. On ne lui connait pas de forme téléomorphe. On l'utilise en fermenteur pour produire des molécules d'intérêt pharmaceutique comme la pneumocandine Bo (en). Son génome a été séquencé dans son intégralité, on y observe notamment les gènes permettant la synthèse d'alcaloïdes de l'ergot, sans savoir s'ils sont véritablement fonctionnels.

## Liste des non-classés
Selon NCBI (10 février 2016) :
- non-classé Glarea lozoyensis 74030
- non-classé Glarea lozoyensis ATCC 20868